# Gustav Rebling

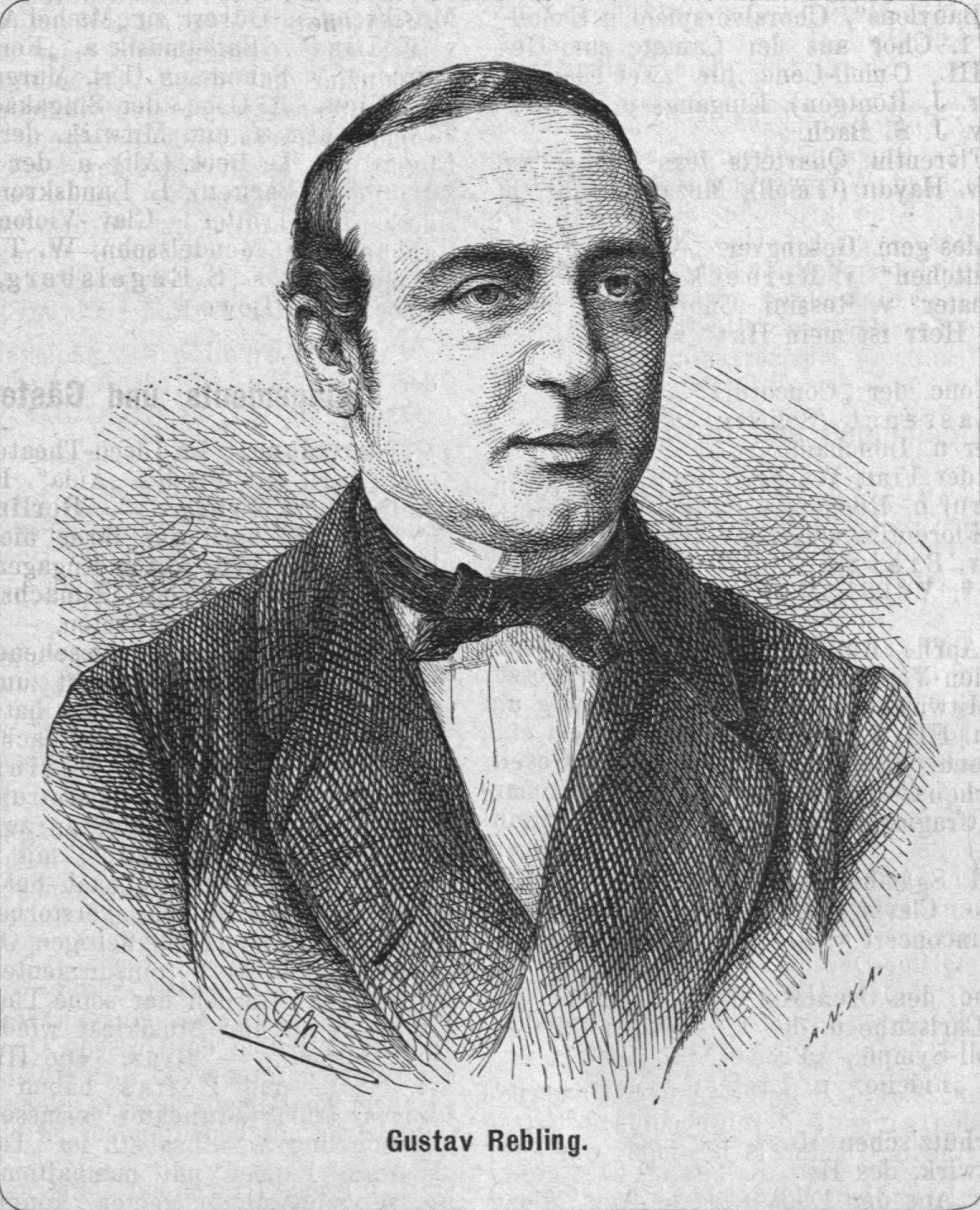
Gustav Rebling, 1877

Gustav Rebling (* 10. Juli 1821 in Barby; † 9. Januar 1902 in Magdeburg) war ein deutscher Komponist und Dirigent.

## Leben
Er erhielt zunächst Unterricht von seinem Vater Friedrich, dem Kantor an der Stadtkirche in Barby. Nach dem Besuch der Musikschule Friedrich Schneiders in Dessau von 1836 bis 1839 ließ er sich in Magdeburg als Lehrer für Gesang und Pianofortespiel nieder. Bis 1853 war er zugleich Organist an der kleinen französisch-reformierten Kirche, von 1847 bis 1855 unterrichtete er außerdem am Lehrerseminar.
1854 wurde er als Nachfolger Johann Joachim Wachsmanns Dirigent des Domchores und Gesangslehrer am Domgymnasium Magdeburg. Er gründete 1846 den Kirchengesang-Verein, 1862 übernahm er den Männerchor Zweite Liedertafel. Beide gehörten bald zu den leistungsfähigeren deutschen Chören, die sich in Magdeburger Konzerten, auf Musikfesten und bei Konzertreisen jeder anspruchsvollen Komposition gewachsen zeigten. Berufungen nach außerhalb zu folgen, lehnte Rebling stets ab.
Rebling zählte zu den bedeutendsten Chorerziehern und -dirigenten seiner Zeit. Zunächst im Verein mit August Gottfried Ritter und Julius Mühling, nach deren Tode allein, war Rebling die das Magdeburger Musikleben der zweiten Hälfte des 19. Jahrhunderts bestimmende musikalische Autorität. Die eindrucksvolle Liste aller vom Kirchengesang-Verein von 1846 bis 1896 aufgeführten Werke bezeugt seinen wagemutigen Einsatz für die damalige zeitgenössische Chormusik. 1856 sang der Chor beim Magdeburger Musikfest Beethovens 9. Sinfonie unter der Leitung von Franz Liszt. Musikhistorisch bedeutsam wurde die Mitwirkung des Chores bei der Grundsteinlegung des Bayreuther Festspielhauses am 22. Mai 1872. Rebling arbeitete im Magdeburger Tonkünstler-Verein mit, gehörte der Gesellschaft für Musikforschung an und war seit seiner Gründung 1861 Vorstandsmitglied des Allgemeinen Deutschen Musikvereins. 1856 wurde er zum Königlichen Musikdirektor und 1896 zum Professor ernannt. Er war Mitglied der Magdeburger Freimaurerloge Ferdinand zur Glückseligkeit.

## Werke

### Chorwerke
- Hilf, Herr! Psalm 12 (op. 13,1) (Hauptmann gewidmet)
- Wenn der Herr die Gefangenen Zions erlösen wird Psalm 126 (op. 19)
- Herr, der du bist vormals gnädig gewesen Psalm 85 (op. 13,2) (Neithardt gewidmet)
- Gott, sei mir gnädig Psalm 51 (op. 16) (Eduard Grell gewidmet) (Sonat-Verlag)
- Ich danke dir von ganzem Herzen Psalm 138 (op. 44) (Ritter gewidmet)